# Microcancilla
Microcancilla is een geslacht van weekdieren uit de klasse van de Gastropoda (slakken).

## Soorten
- Microcancilla jonasi Barros & Petit, 2007
- Microcancilla microscopica (Dall, 1889)